# Overath
Overath est une ville de Rhénanie-du-Nord-Westphalie, dans l'arrondissement de Rhin-Berg, en Allemagne.

## Personnalités liées à la ville
- Martin Faßbender (1856-1943), homme politique né à Steinenbrück.